# أخوة الدم (مسلسل)
أخوة الدم - عيال وهدان هو مسلسل درامي، بدوي، رومانسي، و تشويق من إنتاج المركز العربي للإنتاج الإعلامي - الأردن، المنتج عدنان العوامله، المنتج التنفيذي طلال العوامله، إخراج حسن أبو شعيرة، كتابة مصطفى صالح، بطولة ياسر المصري، زهير النوباني، و عبير عيسى، واخرون.
يعكس المسلسل حياة البادية ومنظومة الحياة الإجتماعية بكل ما فيها من حب وحرب وفروسية وثأر كذلك العادات والتقاليد الأصيلة بكل ما تحمله من قيم ومبادئ سامية ونبيلة، ويتطرق أيضا إلى مرحلة المستشرقين الذين كانوا يوثقون أهم الأحداث في المنطقة العربية بشكل عام والبادية بشكل خاص.
تتمحور أحداث العمل على الموروث الشعبي في البادية العربية، معتمداً في خيوطه الرئيسية على بعض التقاليد العربية الأصيلة مثل (أخوّة الدم)، التي تعد بمثابة توأم الروح للأخوّة في البادية، فتتشابك الاحداث، لتبدأ الحكاية من هيام رماح في الصحراء، ومغادرة أمه وابنائها طلفاح ووضاح إلى ديرة غير ديرتهم، وما رافق ذلك من احداث شيقة، نسجت خيوطها الدرامية بعناية.

## قصة المسلسل
يرفض الشيخ دحام تزويج كرمة لرماح ابن اخيه ودهان فيقرر الرحيل، ويلاقي حتفه على ايدي قطاع الطرق. ثم يوافق الشيخ دحام على زواج رماح شرط أن ياتيه بفرس الشيخ دهاج مهرا لها فيغادر ليجلب المهر فيصادف رجلا يخبره أن لصوصا قاموا بسرقة فرسه فيطاردهم ويعيد الفرس اليه ويفاجأ بأنه الشيخ دهاج الذي يقوم باهدائه الفرس ويرسل ابنه شايش لمرافقته إلى قبيلته فيقع نظره على كرمة فيقع في حبها ويتزوجها دون أن يبوح رماح بشيء، ثم تخبر كرمة زوجها بقصة حبها لرماح فيذهل من اثاره.
يلتقي رماح بماري وتصطحبه إلى مصر، فيدخل بصراع مع شقيقها (الفرد) الذي يحاول قتله، الذي يحاول قتله، فيعود إلى دياره، وتعود ماري باحثة عنه لكنها تجده جريحاً على وشك الموت، فتقوم بإسعافه بعد ذلك يبدي دحام ندمه على ما اقترفه معه ومع اخوته، ويقوم شايش بزفاف كرمة لرماح حفظا لأخوة الدم التي بينهما.

## بطولة
ياسر المصري، زهير النوباني، عبير عيسى، نبيل المشيني، نادرة عمران، عبد الكريم القواسمي، ماغو حداد، منذر رياحنة، أحمد العمري، هشام حمادة، عبد الكريم الجراح، خالد الغويري، وغيرهم.